# 田原圭祐
田原 圭祐（たはら けいすけ、1987年2月14日 - ）は、日本のラグビー選手。

## プロフィール
- 愛知県名古屋市出身[1]。
- ポジションはスクラムハーフ(SH)。
- 身長 168cm、体重 70kg
- 関東代表に選ばれたことがある[2]。

## 略歴
中学からラグビーを始めた。
2005年、春日丘高校卒業後、明治大学に入る。
2009年、明治大学卒業後、キヤノン（現・キヤノンイーグルス）に加入。
2013年、キヤノンイーグルスを退団した